# Visage
Visage — британская поп-группа, одна из лидеров модно-музыкального движения новых романтиков начала 1980-х гг. Основанная в Лондоне Стивом Стрейнджем и Расти Иганом  из The Rich Kids, Visage была чисто студийным проектом с участием музыкантов из Ultravox (Мидж Юр, Билли Карри), Magazine (Дейв Формула), Siouxsie and the Banshees (Джон Макгиох).
Первый сингл — «Tar» — вышел в сентябре 1979 года на Radar Records, не принеся никакого успеха. Тем не менее, группе удалось заключить контракт с Polydor Records, на которой в ноябре 1980 года вышел их дебютный альбом, участие в котором принял Барри Адамсон, позже ушедший работать с Питом Шелли и The Birthday Party. Второй сингл «Fade to Grey» занял 8-е место и вошёл в верхнюю «десятку» хит-парадов нескольких стран Европы. В 1982 году последовал выход второго альбома The Anvil, записанный без участия Джона Макгиоха. Вскоре после этого начались проблемы со звукозаписывающей компанией, тогда же проект покинул Мидж Юр, решив полностью сосредоточиться на работе в Ultravox. Спустя два года Visage выпустили Beat Boy, ставший последним альбомом группы перед первым распадом. Альбом полностью провалился, и после ухода Карри и Формулы Стрейндж попытался с новым составом начать концертные выступления, не принёсшие, однако, успеха. В 1985 году Visage впервые прекратили существование.

## Дискография

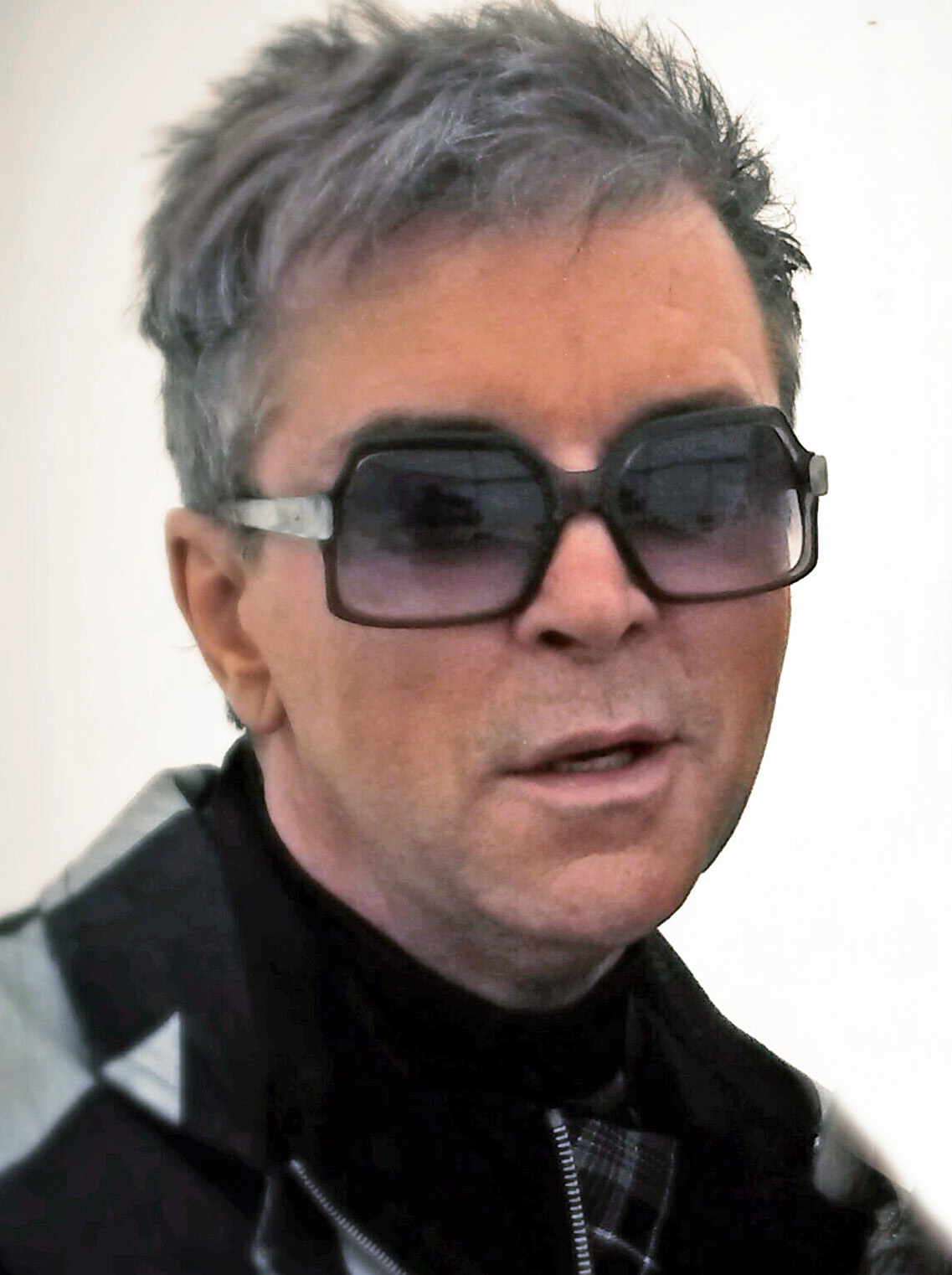
Стив Стрейндж, 2014 год

### Студийные альбомы
- 1980 Visage
- 1982 The Anvil
- 1984 Beat Boy
- 2013 Hearts and Knives
- 2014 Orchestral
- 2015 Demons to Diamonds

### Сборники
- 1983 Fade to Grey: The Singles Collection
- 1993 Fade to Grey: The Best of Visage
- 1998 Master Series
- 2001 The Damned Don’t Cry
- 2010 The Face: The Very Best of Visage
- 2015 The Wild Life – The Best of 1978 - 2015